# Фискализъм
Фискализъм е термин, който понякога се използва да означи икономическата теория, според която правителството трябва да разчита на фискалната политика като основен инструмент за макроикономическа политика. Фискализма се основава предимно на Кейнсианската икономика. Фискализъм в този смисъл контрастира на монетаризма , който е асоцииран с разчитането на монетарната политика.